# 章世明
章世明（1594年—1645年），字茂國，南直隸常州府武進縣人，明朝、南明軍事人物。

## 生平
章世明是天啟元年（1621年）的武舉人，次年（1622年）聯捷武進士，獲授錦衣衛校尉，因不願依附魏忠賢辭官回鄉。崇禎六年（1633年）任職燕山守備，巡海期間發現賊船，被對方還擊，賊船首領卻制止：「他是此燕山章將軍，能連續發射毒箭，不要輕敵。」於是他發箭射殺數人，賊人棄船逃去。
當時倭寇肆虐，太倉、上海、崇明、嘉興等地都受害，章世明多次用計殲滅，升任南京巡邏營都司；清朝軍隊攻陷南京，他穿著衰服到孝陵哭著說：「戎馬生郊，何以見先帝於地下！」被劉澤清逼死在石城橋下，年五十二。

## 引用
1. 1 2  錢海岳《南明史·卷三十八·列傳第十四》：安宗立，……（杜文煥）薦韋【章】世明、桂應菁為總兵。……世明，字茂國，武進人。天啟二年武進士。以燕山守備屯靖江海防，出入大洋，發矢殪賊數人，賊驚走。倭寇恣甚，出奇計殲之。陞南京巡邏營都督同知總兵，南京亡。衰服謁孝陵哭曰：「戎馬生郊，何以見先帝於地下。」後為劉澤清逼死石城橋下。
2. ↑  道光《武進陽湖縣合志·卷二十五·人物志四》：章世明，字茂國，天啟辛酉武科舉人，壬戌進士。除錦衣衛校尉，因不附魏璫罷歸，崇禎六年受職燕山守備，移駐馬馱沙備海。世明日夜率巡兵出入大洋，嘗遇賊艘命襲之，賊眾拒，有一酋急呼止曰：「此燕山章將，能發連珠毒矢，毋輕敵。」世明發矢斃數人，賊棄舟遁。是時倭寇恣甚，江浙太倉、上海、崇明、嘉興等處皆受共害，世明屢出奇計殲之，寇亦稍稍避不敢犯境。推升南京巡邏營都司，甲申聞變，世明衰服謁太祖陵，泣曰：「何以見先帝於地下！」卒為劉澤清所逼死於石城橋下，年五十二。 以上武進